# Bucephalogonia xanthophis
Bucephalogonia xanthophis är en insektsart som beskrevs av Berg 1879. Bucephalogonia xanthophis ingår i släktet Bucephalogonia och familjen dvärgstritar. Inga underarter finns listade i Catalogue of Life.